# Dusona stygia
Dusona stygia là một loài tò vò trong họ Ichneumonidae.